# Герб на Палестина
Гербът на Държавата Палестина включва панарабските цветове на палестинското знаме върху щит, носен от орелът на Саладин. Под него се носи свитък, на който е написан арабския текст "فلسطين" в превод "Палестина".

## Предишни гербове
- 1988 – 2013